# 赤羽根漁港

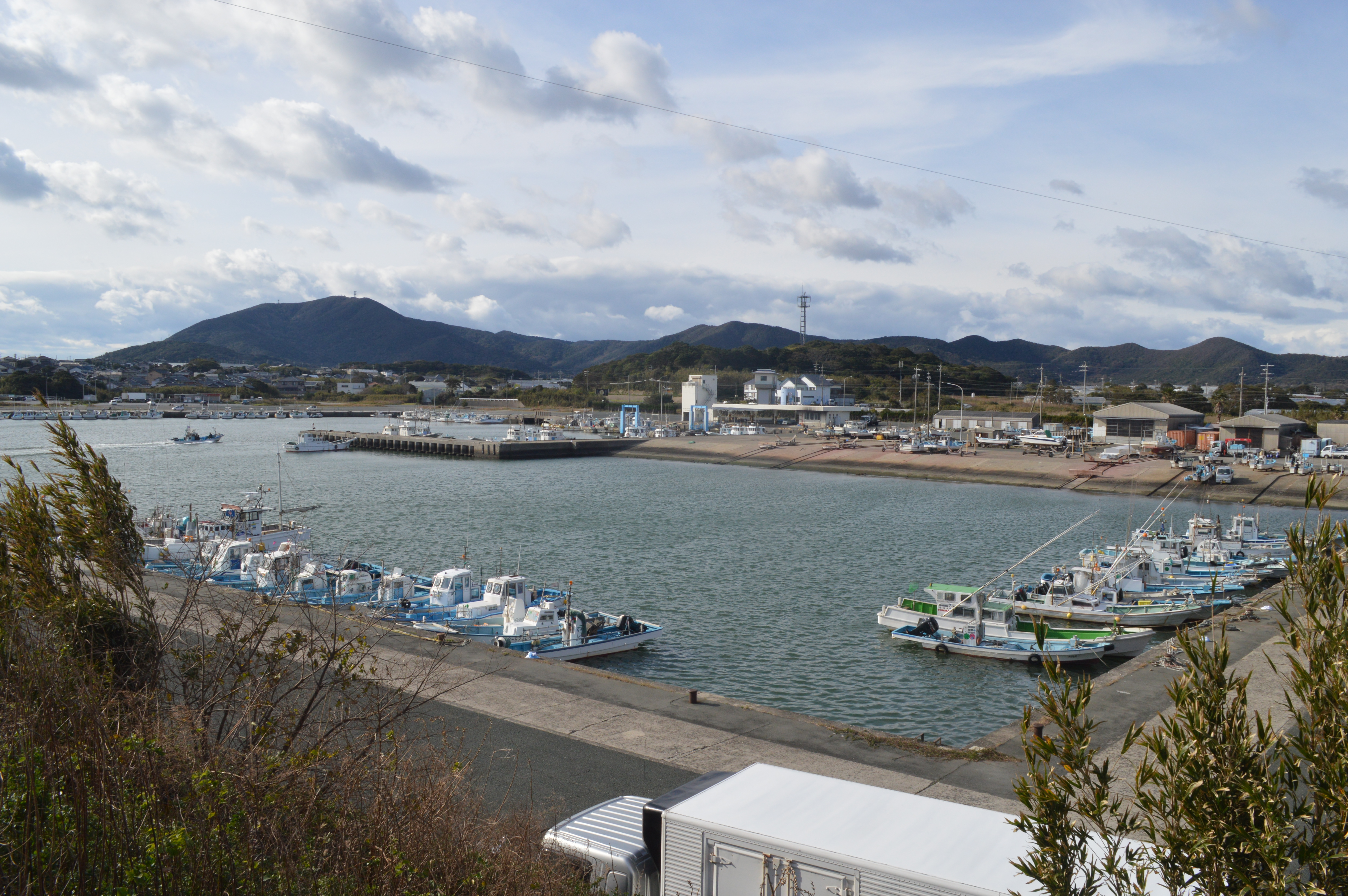
赤羽根漁港

赤羽根漁港（あかばねぎょこう）は、愛知県田原市赤羽根町にある港。愛知県唯一の第4種漁港（避難港）である。管理者は愛知県。漁業組合として愛知外海漁業協同組合がある。

## 地理
渥美半島中央部の太平洋岸（いわゆる表浜、遠州灘）に位置する。赤羽根漁港は表浜唯一の港湾であり、池尻川と精進川の河口に建設された。港湾の東側には赤羽根の西集落、港湾の西側には池尻の集落がある。かつては海岸に近い部分を県道が横断していたが、現在は赤羽根と池尻の集落の北側（内陸側）を国道42号が通っている。

## 歴史
遠州灘には単調な砂浜海岸や海食崖が形成されており、天然の良港と呼べる場所がなかったことから、荒天の際には漁船の遭難事故が相次いでいた。また、1955年（昭和30年）ごろまでの表浜の漁業は（船舶や港を使わない）地引き網業が主体だった。
1951年（昭和26年）7月28日には農林省によって第1種漁港に指定されたが、第1種漁港は地元の負担が大きかった。避難港の建設が望まれていたことから、1952年（昭和27年）11月11日には遠州灘で初の第4種漁港（避難港）に指定された。1953年度からは国が工事主体となって赤羽根漁港の建設が始まり、内陸部を掘り下げて漁港が造成された。その後も第9次までの漁港整備工事が行われている。
2009年（平成21年）、赤羽根漁港のすぐ東側に道の駅あかばねロコステーションが開業した。

### 整備計画
| 赤羽根漁港の整備計画 | 赤羽根漁港の整備計画 | 赤羽根漁港の整備計画 | 赤羽根漁港の整備計画     |
| 整備計画             | 年度                 | 事業費               | 主な事業内容             |
| -------------------- | -------------------- | -------------------- | ------------------------ |
| 第1次                | 1953年 - 1954年      | 820万円              | 中防波堤、護岸           |
| 第2次                | 1955年 - 1962年      | 3億3700万円          | 波殺護岸                 |
| 第3次                | 1963年 - 1968年      | 5億5100万円          | 中防波堤、護岸           |
| 第4次                | 1969年 - 1972年      | 5億3090万円          | 船揚場、岸壁             |
| 第5次                | 1973年 - 1976年      | 7億3340万円          | 航路、泊地、岸壁、物揚場 |
| 第6次                | 1977年 - 1981年      | 8億3900万円          | 西防波堤                 |
| 第7次                | 1986年 - 1987年      | 7億5680万円          | 東防波堤、東防波堤消波   |
| 第8次                | 1988年 - 1993年      | 18億850万円          | 東防波堤、西外防波堤     |
| 第9次                | 1994年 - 1999年      | 21億5600万円         | 西外防波堤、防砂堤       |